# Andreas Constantinou
Andreas Constantinou (en griego: Ανδρέας Κωνσταντίνου) (Nicosia, Chipre, 12 de octubre de 1980) es un futbolista internacional chipriota. Juega de defensa y actualmente está sin club.

## Biografía
Andreas Constantinou, que actúa de defensa central, empezó su carrera profesional en 2000, en el AC Omonia. En su primer año, en el que disputa 14 encuentros, se proclama campeón de Liga.
En la temporada 2002-03 juega en el Alki Larnaca FC en calidad de cedido, y al año siguiente regresa al AC Omonia. 
En 2004 ficha por el AEK Larnaca.
En 2007 firma un contrato con su actual club, el Anorthosis Famagusta. Nada más llegar gana la Supercopa de Chipre y al finalizar la campaña conquista el título de Liga con su equipo. Ese mismo verano el club consigue clasificarse para la fase final de la Liga de Campeones de la UEFA, siendo la primera vez en la historia que un equipo chipriota lo logra.

## Selección nacional
Ha sido internacional con la Selección de fútbol de Chipre en 7 ocasiones. Su debut con la camiseta nacional se produjo el 13 de agosto de 2005 en el partido amistoso Chipre 2-1 Irak, cuando saltó al campo en el minuto 58 sustituyendo a su compañero Stelios Okkarides.

## Clubes
| Club                 | País   | Año       |
| -------------------- | ------ | --------- |
| AC Omonia            | Chipre | 2000-2002 |
| Alki Larnaca FC      | Chipre | 2002-2003 |
| AC Omonia            | Chipre | 2003-2004 |
| AEK Larnaca          | Chipre | 2004-2007 |
| Anorthosis Famagusta | Chipre | 2005-2010 |
| Alki Larnaca         | Chipre | 2010-2011 |

## Títulos
- 2 Ligas de Chipre (AC Omonia, 2001; Anorthosis Famagusta, 2008)
- 2 Supercopa de Chipre (AC Omonia, 2001; Anorthosis Famagusta, 2007)